# Pleš (Lučenec)
Pleš es un municipio del distrito de Lučenec, en la región de Banská Bystrica, Eslovaquia. Tiene una población estimada, en octubre de 2022, de 186 habitantes.
Está ubicado en el centro-sur de la región, en el valle del río Ipoly —un afluente izquierdo del Danubio— y cerca de la frontera con Hungría.

## Demografía
| Año        | 1994 | 2004    | 2014    | 2024     |
| ---------- | ---- | ------- | ------- | -------- |
| Población  | 223  | 235     | 223     | 185      |
| Diferencia |      | +5,38 % | −5,10 % | −17,04 % |

| Año        | 2023 | 2024    |
| ---------- | ---- | ------- |
| Población  | 188  | 185     |
| Diferencia |      | −1,59 % |